# Joaquín Walker Martínez
Joaquín Walker Martínez (Copiapó, 16 de agosto de 1853-Santiago, 13 de octubre de 1928) fue un abogado, diplomático, periodista y político conservador chileno. Se desempeñó como diputado y senador en representación de Santiago durante varios periodos no consecutivos (1885-1891; 1894-1897; 1900-1903 y 1906-1918) y por Concepción, Talcahuano, Lautaro y Coelemu (1891-1894). Por otra parte, ejerció como ministro de Hacienda durante el gobierno provisional del general Jorge Montt y, embajador de Chile ante Brasil y Argentina durante la administración de Federico Errázuriz Echaurren.

## Biografía

### Familia
Nació en Vallenar, Chile, el 16 de agosto de 1853; hijo de Alejandro Ashley Walker y Teresa Martínez Soria.
Se casó en Santiago, el 12 de diciembre de 1882, con Elisa Larraín Alcalde y tuvieron cuatro hijos: Joaquín, casado con Teresa Riesco Errázuriz; Horacio, casado con Teresa Concha Cazotte; Elisa, casada con Joseph de La Taille-Trétinville y Blanca, casada con Santiago Pérez y Rodríguez-Peña. Es primo hermano por parte de su padre y de su madre de Carlos Walker Martínez y nieto de William Walker nacido en Birmingham, Inglaterra.

### Estudios y vida laboral
Hizo sus estudios de humanidades en el Liceo de Copiapó, donde residía con su familia y luego cursó leyes en la Universidad de Chile, Santiago.
Se estableció en Valparaíso, donde se dedicó a negocios industriales; como corredor de comercio realizó la importante negociación de la mina Arturo Prat, de Taltal, en la época de apogeo de su riqueza. Fue por mucho tiempo redactor principal del diario El Independiente.
En 1891, fundó el diario El Constitucional, en el que hizo una campaña abierta destinada a sostener los principios que habían servido de enseñanza a la revolución de ese año. Tiempo después ocupó una plaza de redactor en 
La Unión de Valparaíso.

## Vida pública
Durante la guerra contra Perú y Bolivia destacó por su carácter exaltado y violento le trajo hostilidad con los liberales. Muy prestigioso orador público, inició su carrera política de la mano del Partido Conservador.
En las elecciones parlamentarias de 1882, fue por primera vez al Congreso, como diputado suplente por Rancagua, período 1879-1882; fue diputado reemplazante en la Comisión Permanente de Elecciones y Calificadora de Peticiones.
Luego, en las elecciones parlamentarias de 1885, fue elegido como diputado representando a la provincia de Santiago, por el periodo 1885-1888. En la oportunidad integró la Comisión permanente de Relaciones Exteriores. En las parlamentarias de 1888, fue reelecto diputado por Santiago, por el período 1888-1891. Fue miembro de la Comisión Permanente de Gobierno y Relaciones Exteriores.
En la guerra civil contra el presidente liberal José Manuel Balmaceda, Walker se asoció al movimiento del Congreso y de la Armada. Intervino en las batallas de Concón y Placilla y llegó a ser una figura prominente de la Junta de Gobierno como ministro de la Guerra y Marina.
Con el triunfó de los congresistas, fue designado como ministro de Hacienda por el general Jorge Montt. Una vez retirado del gobierno, retomó su participación parlamentaria. En las elecciones parlamentarias de 1891, fue electo diputado por Concepción, Talcahuano, Lautaro y Coelemu, por el periodo 1891-1894. En las próximas elecciones fue nuevamente electo diputado por Santiago (periodo 1894-1897); su cargo se declaró vacante en mayo de 1896, por habérsele confiado una misión diplomática; el 2 de julio del mismo año se incorporó en su reemplazo, Santiago Aldunate Bascuñán. En esta oportunidad además fue presidente de la Cámara de Diputados (1895-1896).
Interrumpió nuevamente su carrera parlamentaria al ser designado ministro plenipotenciario de Chile en Argentina y Brasil (1896 y 1898). El 12 de septiembre de 1901 fue nombrado ministro de Chile en Washington y en 1904 representó a Chile ante la II Conferencia del Congreso Panamericano de México, y el 29 de septiembre del mismo año renunció las plenipotenciarias para dedicarse de lleno a servir al país desde los estrados del Congreso Nacional. De la misma manera, fue nombrado como ministro plenipotenciario en Cuba.
En las elecciones parlamentarias de 1903, fue nuevamente elegido como diputado por Santiago, por el periodo 1900-1903. Imtegró la Comisión Permanente de Hacienda e Industria. Tras ser nombrado ministro de Chile en Estados Unidos, en su lugar fue electo Francisco Landa Zárate.
El 18 de septiembre de 1906 asumió como senador suplente por Cautín, en reemplazo de Pedro Montt que fue elegido presidente de la República, cuyos poderes se aprobaron el 12 de enero de 1907; fue miembro de la Comisión Permanente de Relaciones Exteriores y senador reemplazante en la Comisión Permanente de Instrucción Pública.
En las elecciones parlamentarias de 1912, fue reelecto senador por Santiago, por el periodo 1912-1918. En esa ocasión fue miembro de la Comisión Permanente de Relaciones Exteriores y de la de Presupuestos, de la cual fue su presidente.
Por designación del gobierno de Chile, formó parte de la Corte Internacional de Arbitraje creada por las Conferencias de La Haya. Entre otras distinciones de gobiernos extranjeros, se le otorgó la Gran Cruz de Nuestra Señora de la Concepción por el Rey de Portugal y otra Gran Cruz por el Emperador de Austria.
Hasta sus últimos años se mantuvo en el cauce de los acontecimientos y de tiempo en tiempo colaboraba en los diarios con artículos de actualidad chilena o internacional; también se consagró, casi exclusivamente, a actividades y deberes de índole religiosa y a los afectos de su hogar.
Murió el 13 de octubre de 1928 a causa de un derrame cerebral, en Santiago.
| Predecesor: Rafael Errázuriz Echaurren | Presidente de la Cámara de Diputados 23 de diciembre de 1896 - 2 de junio de 1897 | Sucesor: Eduardo Matte Pérez |